# Jacob Franquart
Jacob Franquart (1582 o 1583 – Bruxelles, 6 gennaio 1651) è stato un pittore, incisore e architetto fiammingo.

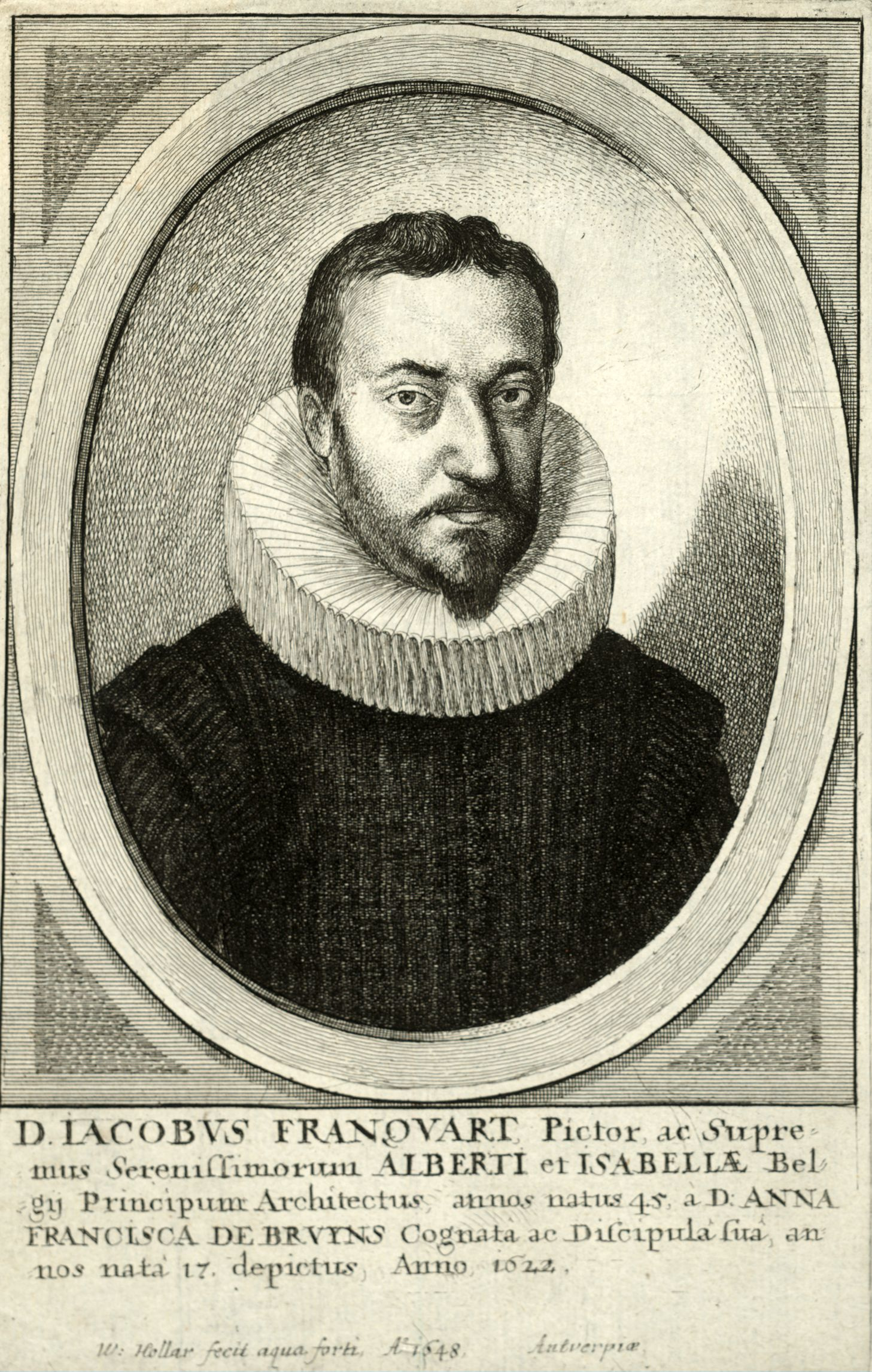
Incisione del 1648 di Jacob Franquart realizzata da Wenceslas Hollar

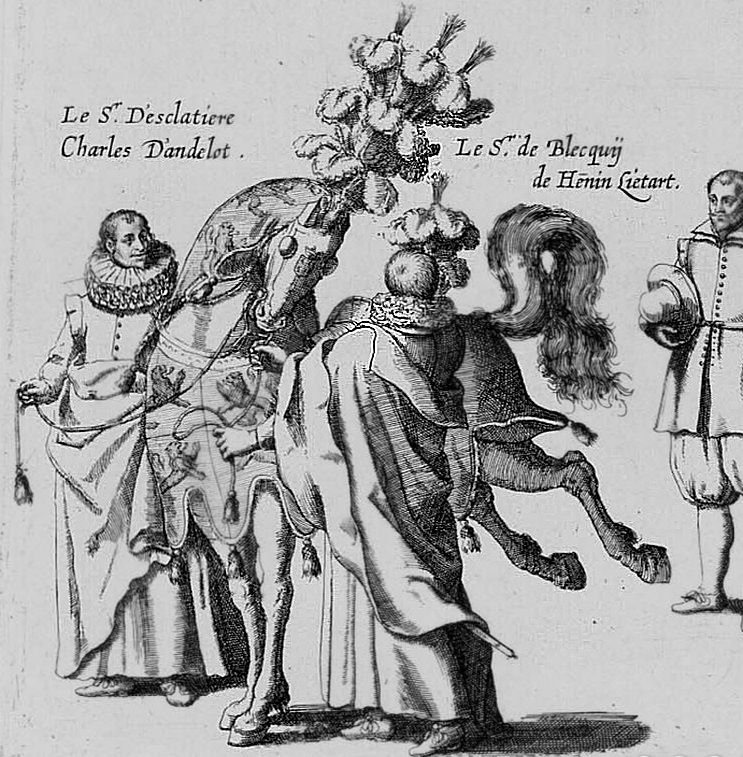
Funerale di Alberto d'Austria

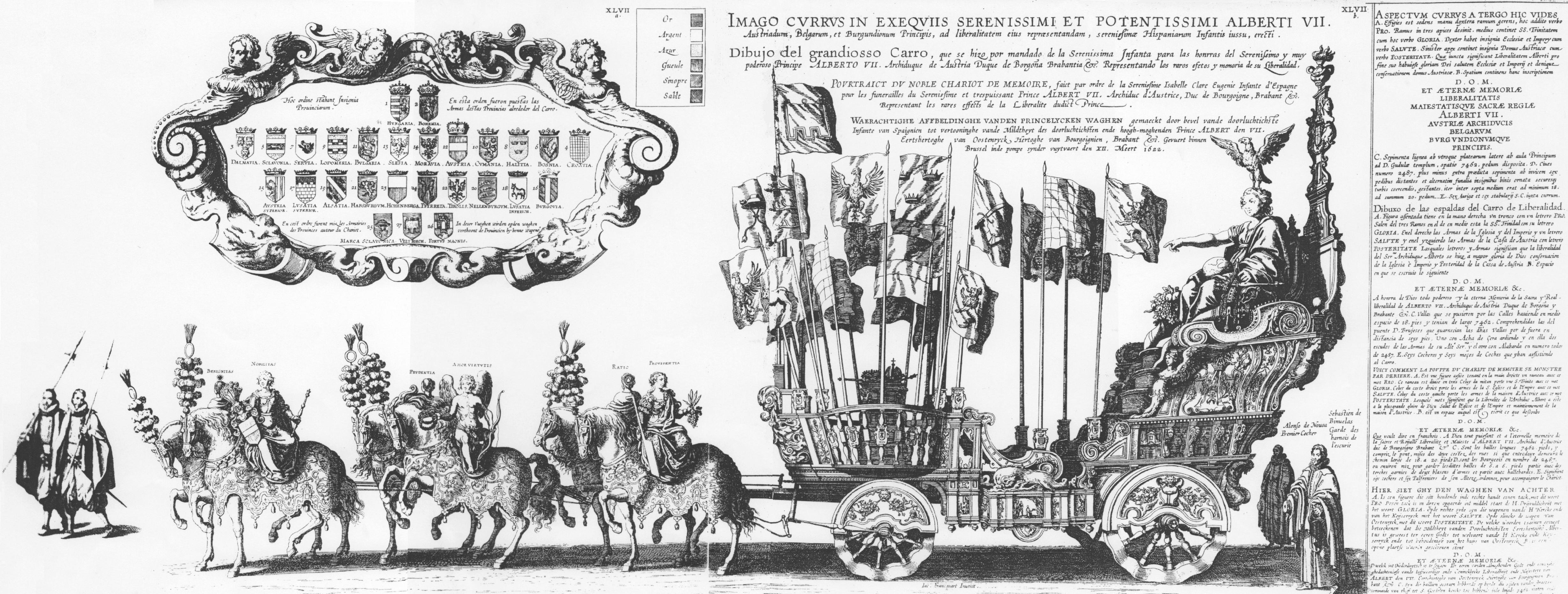
Corteo funebre del 1621 di Alberto d'Austria. Incisione di Jacob Franquart (1623)

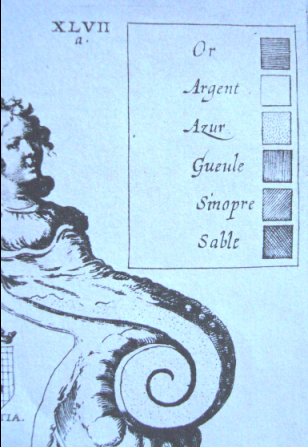
Particolare della tavola araldica presente nell'incisione soprastante di Jacob Franquart

Viene talvolta citato come Francquart, Franckaert, Francquaert, Jacques Franquart e Francuart.

## Biografia
Nacque ad Anversa o a Bruxelles nel 1582 o nel 1583. Nel 1620 progettò Temple des Augustins che esistette in Place de Broukere a Bruxelles dall'epoca della sua costruzione (1642) alla sua demolizione nel 1893. La facciata dell'edificio ora fa parte della Chiesa della Santissima Trinità su Parvis de la Trinité a Bruxelles.
Franquart è famoso anche per la sua incisione del corte funebre del 1621 in occasione della morte dell'arciduca Alberto d'Asburgo (tavola n. 61). L'opera venne pubblicata a Bruxelles ma considerata come una delle opere eminenti dell'età d'oro di Anversa di incisione su rame. La maggior parte del testo fu scritta dallo scrittore e storico belga Erycius Puteanus (Venlo, 1574 - Leuven 1646), pubblicata precedentemente in un libro intitolato "Phoenix Principum ..." (Lovanio, 1622). L'incisione contiene una tavola araldica in tintura che è il primo sistema di tratteggio in araldica dopo  Zangrius. Secondo alcuni autori diede ispirazione al successivo sistema di tratteggio di  de la Colombière.
La sua piccola tavola è presente sull'incisione su rame n. 47 del suo lavoro intitolato Pompa funebris Alberti Pii Austriaci.. Le straordinarie incisioni del libro presentano il corteo funebre del 1621 a mezzo di 64 tavole. Si vedono più di 700 persone con le bandiere dei loro paesi. L'incisione della processione funebre è lunga quasi 1 metro.
Franquart ebbe come allieva sua nipote Anna Francisca de Bruyns.  Morì e venne tumulato a Bruxelles.